# Daimajin
Daimajin (大魔神 Daimashin?) es una serie de películas japonesas del subgénero kaijū del tokusatsu. La trilogía de películas se grabó simultáneamente y se estrenó en 1966 con tres directores diferentes y en general el mismo personal. La serie fue producida por Daiei Films y tenía estructuras similares en la trama, alrededor de aldeanos que eran expulsados de sus villas por señores de la guerra, lo que llevaba a los aldeanos a buscar a Daimajin, el gran dios demonio, para que les salvara.
La serie Daimajin fue revivida en 2010 como una serie de televisión titulada Daimajin Kanon, transmitida por TV Tokyo . El personaje de Daimajin también aparecerá en la película de 2021 The Great Yokai War: Guardians .

## Películas
| Título oficial en inglés (español)               | Título japonés                  | Fecha de lanzamiento en Japón | Ref(s)      |
| ------------------------------------------------ | ------------------------------- | ----------------------------- | ----------- |
| Daimajin                                         | 大魔神 (Daimajin?)              | 17 de abril de 1966           | [ 5 ]       |
| Return of Daimajin (El regreso de Daimajin)      | 大魔神怒る (Daimajin ikaru?)    | 13 de agosto de 1966          | [ 6 ] [ 7 ] |
| Daimajin Strikes Again (Daimajin ataca de nuevo) | 大魔神逆襲 (Daimajin gyakushu?) | 10 de diciembre de 1966       | [ 5 ]       |

### Daimajin
En Japón, una familia de campesinos tiembla de miedo durante una serie de temblores que son interpretados como los intentos de Daimajin, un espíritu atrapado dentro de la montaña, por escapar. El señor feudal Hanabasa y su chambelán, Samanosuke, quien intenta en secreto arrebatarle el poder en el área, observan estos eventos. Mientras los aldeanos rezan en un santuario, Samanosuke y sus hombres asesinan a la familia de Hanabasa, y solo su hijo e hija logran escapar con vida, gracias a la ayuda del samurái Kogenta. De vuelta en el santuario, los secuaces de Samanosuke empiezan a tomar el control y prohibir que la gente se reúna allí. Sin haber logrado hacer reflexionar a Samanosuke sobre sus acciones, la sacerdotisa Shinobu regresa a su casa para encontrarse a Kogenta junto a los dos niños. Shinobu los guía por la ladera de la montaña hasta territorio prohibido, donde encuentran un ídolo de piedra, Daimajin, a medio enterrar en la ladera de la montaña. Los años pasan hasta que el niño, Tadafumi (Yoshihiko Aoyama) cumple sus 18 años. Entre tanto, Samanosuke ha esclavizado a la aldea. Tras varios intentos de Tadafumi por devolver la paz y la libertad a la aldea, los hombres de Samanosuke suben montaña arriba para matarlo. Su hermana, Kozasa (Miwa Takada), le implora a Damaijin que salve a su hermano, ante lo cual el ídolo se quita una máscara para revelar su verdadero rostro, levantándose de la montaña y desatando su ira sobre Samanosuke y su fortaleza. La ira de Daimajin comienza a crecer al punto de atacar todo lo que está a su vista, deteniéndose solamente cuando las lágrimas de Kozasa caen sobre sus pies.
La película fue lanzada en los Estados Unidos por Daiei International con subtítulos en una versión doblada al inglés por Bernard Lewis. La película ha sido lanzada con muchos títulos alternativos en inglés, como The Devil Got Angry (El demonio se ha enojado), The Vengeance of the Monster (La venganza del monstruo) y Majin, the Monster of Terror (Majin, el monstruo del terror).

### Return of Daimajin (El regreso de Daimajin)
En Japón, Daimajin está en una isla en medio de un lago alrededor del cual sen encuentran dos pacíficas aldeas, Chigusa y Nagoshi. Una tercera aldea lejana es gobernada por un malvado señor feudal, y sus habitantes huyen a Chigusa a buscar refugio. El malvado señor decide un día hacerse con las dos aldeas e intenta hacerlo durante un festival anual. Tras ser perseguidos por el ejército del malévolo señor, la gente de Chigusa y Nagoshi llega a la isla y se encuentran con la estatua de Daimajin. El malvado señor ordena a sus hombres destruir la estatua usando una gran cantidad de pólvora. Los restos destrozados de Daimajin terminan en el fondo del lago. Daimajin despierta entonces para infligir caos a todo lo que lo rodea, incluyendo el paisaje y el malvado señor.
Return of Daimajin nunca fue estrenada teatralmente en los Estados Unidos, pero fue transmitida en televisión por la AIP-TV en 1967.

### Daimajin Strikes Again (Daimajin ataca de nuevo)
En Japón, Daimajin se encuentra en la cima de una montaña. Un malévolo señor feudal a capturado a todos los padres de una aldea y les obliga a trabajar en campos de trabajo. Cuatro de sus hijos deciden ir en su rescate, incluso si ello significa cruzar la montaña donde se encuentra Daimajin. Los cuatro hijos brindan sus respetos a la estatua al pasar para no incurrir en su ira. El malvado señor eventualmente enfurece a la estatua, que vuelve a la vida y empieza a destruir a todos aquellos que no le han respetado. Los cuatro hijos y sus padres se salvan, mientras que el campo de trabajo es destruido.
Daimajin Strikes Again nunca se estrenó teatralmente en los Estados Unidos, pero recibió el título internacional en inglés de The Return of Majin (El regreso de Majin).

## Reparto y personajes recurrentes
| Personaje | Película        | Película                  | Película                      |
| Personaje | Daimajin (1966) | Return of Daimajin (1966) | Daimajin Strikes Again (1966) |
| --------- | --------------- | ------------------------- | ----------------------------- |
| Daimajin  | Riki Hoshimoto  | Riki Hoshimoto            | Riki Hoshimoto                |

## Personal
| Ocupación              | Película         | Película                  | Película                      |
| Ocupación              | Daimajin (1966)  | Return of Daimajin (1966) | Daimajin Strikes Again (1966) |
| ---------------------- | ---------------- | ------------------------- | ----------------------------- |
| Director               | Kimiyoshi Yasuda | Kenji Misumi              | Kazuo Mori                    |
| Productor(es)          | Masaichi Nagata  | Masaichi Nagata           | Masaichi Nagata               |
| Guion                  | Tetsuro Yoshida  | Tetsuro Yoshida           | Tetsuro Yoshida               |
| Música                 | Akira Ifukube    | Akira Ifukube             | Akira Ifukube                 |
| Director de fotografía | Fujio Morita     | Fujio Morita              | Fujio Morita                  |
| Editor(es)             | Hiroshi Yamada   | Hiroshi Yamada            | Hiroshi Yamada                |
| Ref(s)                 | [ 5 ]            | [ 6 ] [ 7 ]               | [ 5 ]                         |

## Medios domésticos
| Título                                                               | Formato | Fecha de lanzamiento     | Películas                                            | Referencia   |
| -------------------------------------------------------------------- | ------- | ------------------------ | ---------------------------------------------------- | ------------ |
| Daimajin Collection: Daimajin, Wrath of Daimajin, Return of Daimajin | DVD     | 22 de octubre de 2002    | Daimajin, Return of Daimajin, Daimajin Strikes Again | [ 8 ]        |
| Daimajin                                                             | DVD     | 1 de febrero de 2005     | Daimajin                                             | [ 8 ]        |
| Daimajin: Wrath of Daimajin                                          | DVD     | 12 de abril de 2005      | Return of Daimajin                                   | [ 9 ]        |
| Daimajin: Return of Daimajin                                         | DVD     | 3 de mayo de 2005        | Daimajin Strikes Again                               | [ 10 ]       |
| Daimajin                                                             | Blu-ray | 18 de septiembre de 2012 | Daimajin, Return of Daimajin, Daimajin Strikes Again | [ 1 ] [ 11 ] |
| The Daimajin Trilogy                                                 | Blu-ray | 26 de julio de 2021      | Daimajin, Return of Daimajin, Daimajin Strikes Again | [ 12 ]       |

### Citas
1. 1 2  Marsiglia, Jason S. (11 de octubre de 2012). «Daimajin: The God that Lives in the Shadows of Monsters». Diabolique Magazine. Consultado el 8 de febrero de 2019.
2. ↑  Oritz-Moya, 2016, p. 43.
3. ↑  Oritz-Moya, 2016, p. 44.
4. ↑  «「大魔神」55年の歳月を経てスクリーンに復活！　三池崇史監督「妖怪大戦争　ガーディアンズ」本予告完成». Eiga.com. Consultado el 7 de junio de 2021.
5. 1 2 3 4 5 6 7 8  Galbraith IV, 1996, p. 277.
6. 1 2 3  Galbraith IV, 1996, p. 334.
7. 1 2 3 4  Galbraith IV, 1996, p. 335.
8. 1 2  «Daimajin (1966)». Consultado el 8 de febrero de 2019.
9. ↑  «Daimajin ikaru (1966)». AllMovie. Consultado el 8 de febrero de 2019.
10. ↑  «Daimajin gyakushu (1966)». AllMovie. Consultado el 8 de febrero de 2019.
11. ↑  «Daimajin - Triple Feature Collector's Edition - Blu-Ray». Mill Creek Entertainment. Archivado desde el original el 16 de octubre de 2012. Consultado el 9 de febrero de 2019.
12. ↑  «Arrow Video Presents Daimajin Trilogy: Part Samurai, Part Kaiju, All Fun». Critical Blast. 27 de julio de 2021. Consultado el 3 de agosto de 2021.